# 森本 (一宮市)
森本（もりもと）は、愛知県一宮市の地名。

## 地理

### 河川・池沼
- 大江川

### 施設
- 森本中央公園

## 歴史

### 人口の変遷
国勢調査による人口および世帯数の推移。

#### 森本
| 1995年（平成7年）  | 1279世帯 3626人 |  |
| 2000年（平成12年） | 1428世帯 3903人 |  |
| 2005年（平成17年） | 1420世帯 3775人 |  |
| 2010年（平成22年） | 1676世帯 4257人 |  |
| 2015年（平成27年） | 1858世帯 4609人 |  |
| 2020年（令和2年）  | 2194世帯 4892人 |  |

#### 丹陽町森本
| 1995年（平成7年）  | 1世帯 5人    |  |
| 2000年（平成12年） | 5世帯 20人   |  |
| 2005年（平成17年） | 15世帯 39人  |  |
| 2010年（平成22年） | 27世帯 68人  |  |
| 2015年（平成27年） | 32世帯 107人 |  |
| 2020年（令和2年）  | 36世帯 129人 |  |

### WEB
1. 1 2  “愛知県一宮市の町丁・字一覧”.   人口統計ラボ. 2024年4月20日閲覧。
2. 1 2 3 4  総務省統計局 (2022年2月10日). “令和2年国勢調査の調査結果(e-Stat) - 男女別人口，外国人人口及び世帯数－町丁・字等” (CSV). 2023年8月2日閲覧。
3. 1 2  “読み仮名データの促音・拗音を小書きで表記するもの(zip形式) 愛知県” (zip).   日本郵便 (2024年2月29日). 2024年3月26日閲覧。
4. 1 2  “市外局番の一覧” (PDF).   総務省 (2022年3月1日). 2022年3月22日閲覧。
5. ↑  “ナンバープレートについて”.   一般社団法人愛知県自動車会議所. 2024年1月21日閲覧。
6. ↑  “ナンバープレートについて”.   一般社団法人愛知県自動車会議所. 2024年1月21日閲覧。
7. 1 2  総務省統計局 (2014年3月28日). “平成7年国勢調査の調査結果(e-Stat) - 男女別人口及び世帯数 －町丁・字等” (CSV). 2021年7月20日閲覧。
8. 1 2  総務省統計局 (2014年5月30日). “平成12年国勢調査の調査結果(e-Stat) - 男女別人口及び世帯数 －町丁・字等” (CSV). 2021年7月20日閲覧。
9. 1 2  総務省統計局 (2014年6月27日). “平成17年国勢調査の調査結果(e-Stat) - 男女別人口及び世帯数 －町丁・字等” (CSV). 2021年7月21日閲覧。
10. 1 2  総務省統計局 (2012年1月20日). “平成22年国勢調査の調査結果(e-Stat) - 男女別人口及び世帯数 －町丁・字等” (CSV). 2021年7月21日閲覧。
11. 1 2  総務省統計局 (2017年1月27日). “平成27年国勢調査の調査結果(e-Stat) - 男女別人口及び世帯数 －町丁・字等” (CSV). 2021年7月21日閲覧。